# Dana Point (Kalifornija)
Dana Point je grad u američkoj saveznoj državi Kalifornija. Prema popisu stanovništva iz 2010. u njemu je živjelo 33,351 stanovnika.